# Porta giratória
Porta giratória é um tipo de porta utilizada geralmente na entrada de prédios ou centros comerciais. Tem como um dos objetivos a manutenção da temperatura no ambiente interno, evitando a dissipação do aquecimento ou ar-condicionado do interior. As portas giratórias podem ser manuais, ou seja, empurradas pelo usuário, ou automáticas, tendo sensor de movimento similar ao das portas de correr.
Também são frequentemente utilizadas em bancos, no acesso do salão dos caixas eletrônicos para a parte interna do banco, aonde há os caixas físicos. Neste caso, são equipadas com detector de metais, e tem como objetivo evitar a entrada de pessoas com armas de fogo.

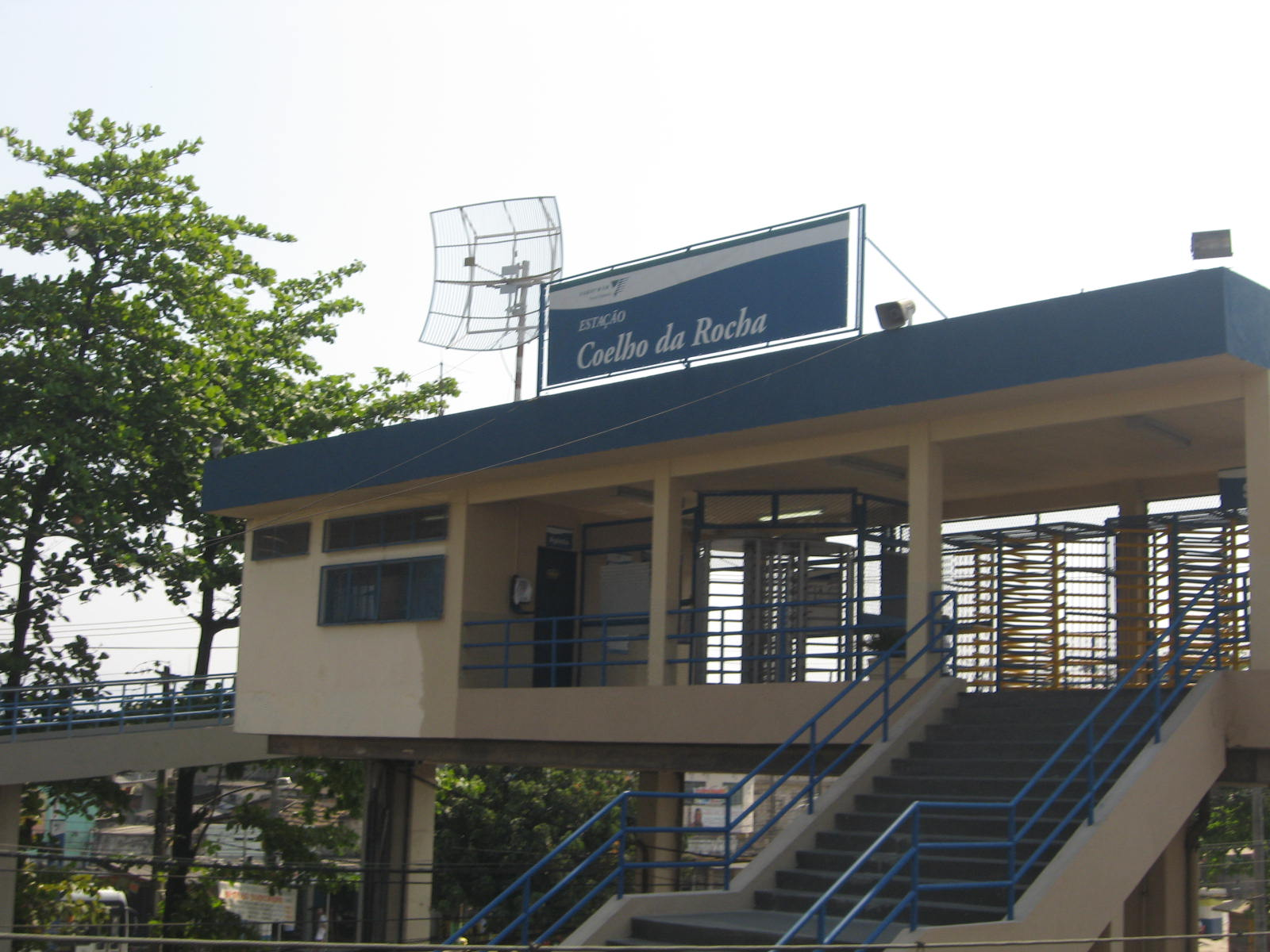
Estação da SuperVia com catracas em formato de porta giratória

Outra utilização frequente são na forma de catraca, roleta(pt-BR) ou torniquete(pt-PT?), para entrada e saída dos passageiros em estações de trem(pt-BR) ou comboio(pt-PT?).
Historicamente, portas giratórias eram utilizadas também para abandonar recém-nascidos em instituições de caridade. Nesse caso específico, são chamadas de roda dos expostos.
De forma metafórica, o nome também é utilizado quando políticos passam a trabalhar na iniciativa privada, obtendo ou fornecendo às empresas vantagens relacionadas a seu cargo anterior. Para mais detalhes, veja: Porta giratória (política).